# Mercy Wanjiku
Mercy Wanjiku Njoroge, kenijska atletinja, * 10. junij 1986, Nyandarua, Kenija.
Nastopila je na poletnih olimpijskih igrah leta 2012 in osvojila deseto mesto v teku na 3000 m z zaprekami. Na svetovnih prvenstvih je v isti disciplini osvojila bronasto medaljo leta 2011, na igrah Skupnosti narodov pa srebrno medaljo leta 2010.